# Петухови
Петухо́ви (рос. Петуховы) — присілок у складі Котельницького району Кіровської області, Росія. Входить до складу Карпушинського сільського поселення.
Населення становить 54 особи (2010, 94 у 2002).
Національний склад станом на 2002 рік — росіяни 99 %.